# Championnat de Tunisie masculin de handball 1988-1989
Navigation
Saison précédente Saison suivante
La saison 1988-1989 du championnat de Tunisie masculin de handball est la 34e édition de la compétition.
La formule du championnat consiste en une première phase en aller et retour pour deux poules de huit clubs chacune, suivie d'un play-off réunissant les deux premiers des deux poules, d'un tournoi de classement pour deux groupes — l'un réunissant les troisièmes et quatrièmes et l'autre les cinquièmes et sixièmes — et d'un play-out pour les deux derniers de chaque poule et qui doit mener à des barrages pour deux clubs et à une rétrogradation pour les deux autres.
La première phase consacre l'Étoile sportive du Sahel et l'Espérance sportive de Tunis, qui termine à égalité avec le Club africain qu'elle a battu en match d'appui. Toutefois, au play-off, l'Espérance sportive de Tunis dirigée par le Polonais Roman Trzemiel et renforcée par Jalel Ben Khaled (recruté de Vénissieux) fléchit paradoxalement, n'enregistrant aucune victoire et se faisant notamment battre à deux reprises par El Makarem de Mahdia. Le Club africain, plus homogène, s'adjuge le doublé championnat-coupe de Tunisie.
Au play-out, le Stade nabeulien et la Jeunesse sportive kairouanaise sont relégués alors que le Club sportif des cheminots et l'Union sportive monastirienne s'en sortent bien aux barrages contre les dauphins de la division d'honneur, en conservant leur place en division nationale.

## Clubs participants
| - Espérance sportive de Tunis - Club africain - Club sportif de Hammam Lif - Sporting Club de Moknine - Association sportive d'Hammamet - Stade tunisien - Étoile sportive du Sahel - Jeunesse sportive kairouanaise | - Union sportive monastirienne - El Menzah Sport - Club sportif sfaxien - El Makarem de Mahdia - El Baath sportif de Béni Khiar - Club sportif des cheminots - Stade nabeulien - Club sportif hilalien |

## Compétition
Le barème de points servant à établir le classement se décompose ainsi :
- Victoire : 3 points
- Match nul : 2 points
- Défaite : 1 point
- Forfait et match perdu par pénalité : 0 point

### Classement de la première phase
- Poule A[1] :

| Classement | Équipe                          | Points | Matchs | Victoires | Nuls | Défaites |
| ---------- | ------------------------------- | ------ | ------ | --------- | ---- | -------- |
| 1          | Étoile sportive du Sahel (T)    | 37     | 14     | 11        | 1    | 2        |
| 1          | El Makarem de Mahdia            | 35     | 14     | 10        | 1    | 3        |
| 3          | Association sportive d'Hammamet | 31     | 14     | 8         | 1    | 5        |
| 4          | Club sportif hilalien (P)       | 28     | 14     | 7         | 0    | 7        |
| 5          | Club sportif sfaxien            | 26     | 14     | 6         | 0    | 8        |
| 6          | Sporting Club de Moknine        | 23     | 14     | 4         | 1    | 9        |
| 7          | Jeunesse sportive kairouanaise  | 22     | 14     | 4         | 0    | 10       |
| 8          | Union sportive monastirienne    | 22     | 14     | 3         | 2    | 9        |

- Poule B[2] :

| Classement | Équipe                         | Points | Matchs | Victoires | Nuls | Défaites |
| ---------- | ------------------------------ | ------ | ------ | --------- | ---- | -------- |
| 1          | Espérance sportive de Tunis    | 38     | 14     | 12        | 0    | 2        |
| 1          | Club africain (C)              | 38     | 14     | 11        | 2    | 1        |
| 3          | Club sportif de Hammam Lif     | 32     | 14     | 8         | 2    | 4        |
| 4          | Stade tunisien                 | 25     | 14     | 5         | 1    | 8        |
| 5          | El Baath sportif de Béni Khiar | 25     | 14     | 5         | 1    | 8        |
| 6          | El Menzah Sport                | 25     | 14     | 5         | 1    | 8        |
| 7          | Stade nabeulien (P)            | 24     | 14     | 4         | 2    | 8        |
| 8          | Club sportif des cheminots     | 20     | 14     | 3         | 1    | 10 (1F)  |

### Classement final
- Play-off :